# Gnonsiane Niombla
Gnonsiane Niombla (ur. 9 lipca 1990 r. w Villeurbanne) – francuska piłkarka ręczna pochodzenia iworyjskiego, reprezentantka kraju, zawodniczka Metz Handball, występująca na pozycji prawej rozgrywającej.
W 2016 roku zdobyła srebrny medal na rozegranych w Rio de Janeiro igrzyskach olimpijskich, przegrywając w finale z reprezentacją Rosji. W grudniu tego samego roku po zwycięstwie w meczu o trzecie z reprezentacją Danii zdobyła brązowy medal mistrzostw Europy w Szwecji. Rok na mistrzostwach świata w Niemczech została mistrzynią świata, wygrywając w finale z reprezentacją Norwegii. W 2018 roku podczas mistrzostw Europy we Francji zdobyła złoty medal, rewanżując się za olimpijską porażkę przeciwko Rosji.

## Sukcesy reprezentacyjne
- Igrzyska olimpijskie:
  -  2016
- Mistrzostwa świata:
  -  2017
- Mistrzostwa Europy:
  -  2018
  -  2016

## Sukcesy klubowe
- Liga Mistrzyń:
  -  2016-2017, 2017-2018 (CSM Bukareszt)
- Puchar Zdobywców Pucharów:
  -  2014-2015 (Fleury Loiret Handball)
- Mistrzostwa Francji:
  -  2014-2015 (Fleury Loiret Handball)
  -  2012-2013, 2015-2016 (Fleury Loiret Handball)
- Puchar Francji:
  -  2013-2014 (Fleury Loiret Handball)
- Mistrzostwa Rumunii:
  -  2016-2017, 2017-2018 (CSM Bukareszt)
- Puchar Rumunii:
  -  2016-2017, 2017-2018 (CSM Bukareszt)